# Acherontia satanas
Acherontia satanas är en fjärilsart som beskrevs av Jean Baptiste Boisduval 1836. Acherontia satanas ingår i släktet Acherontia och familjen svärmare. Inga underarter finns listade i Catalogue of Life.

## Bildgalleri

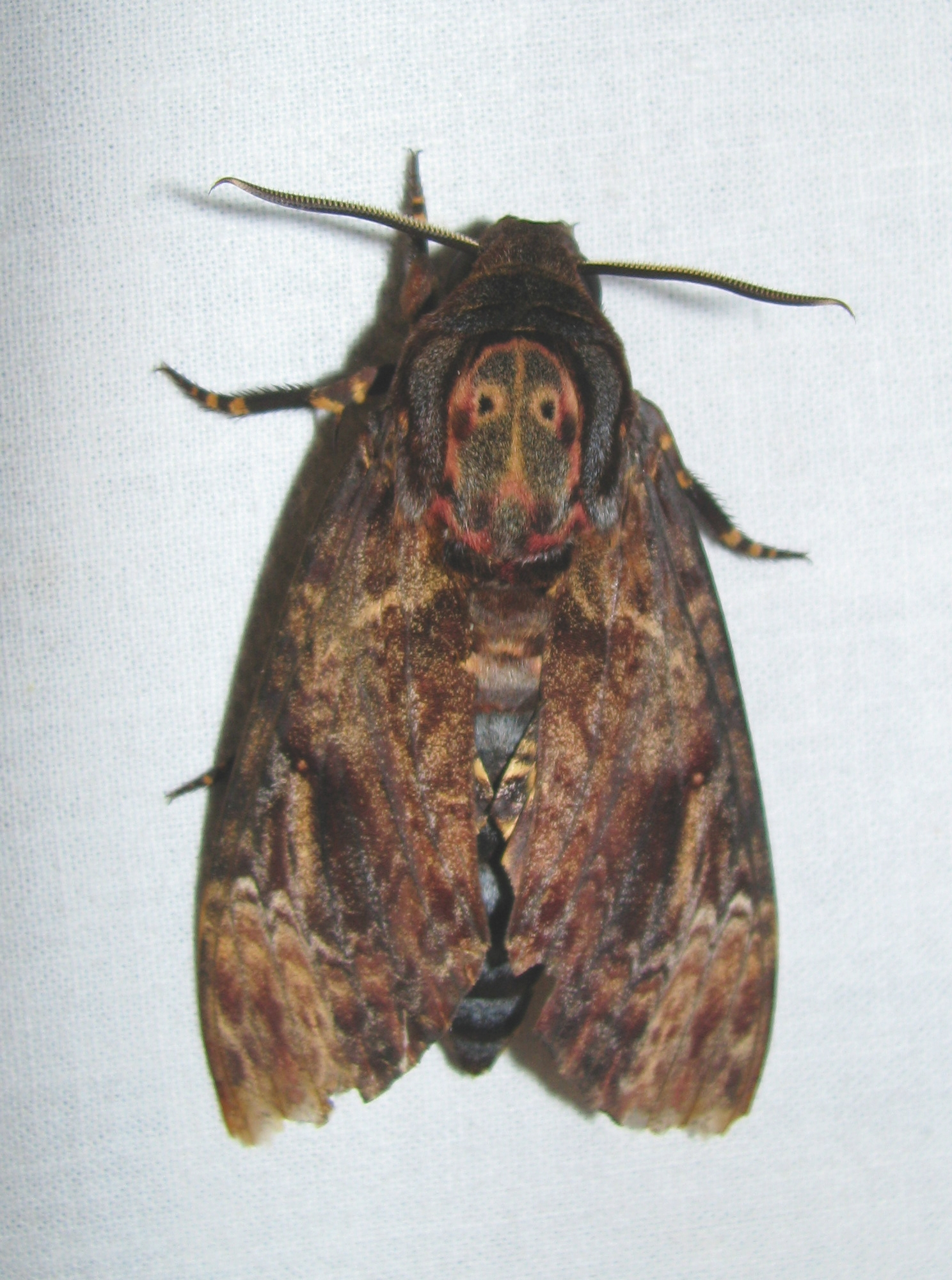
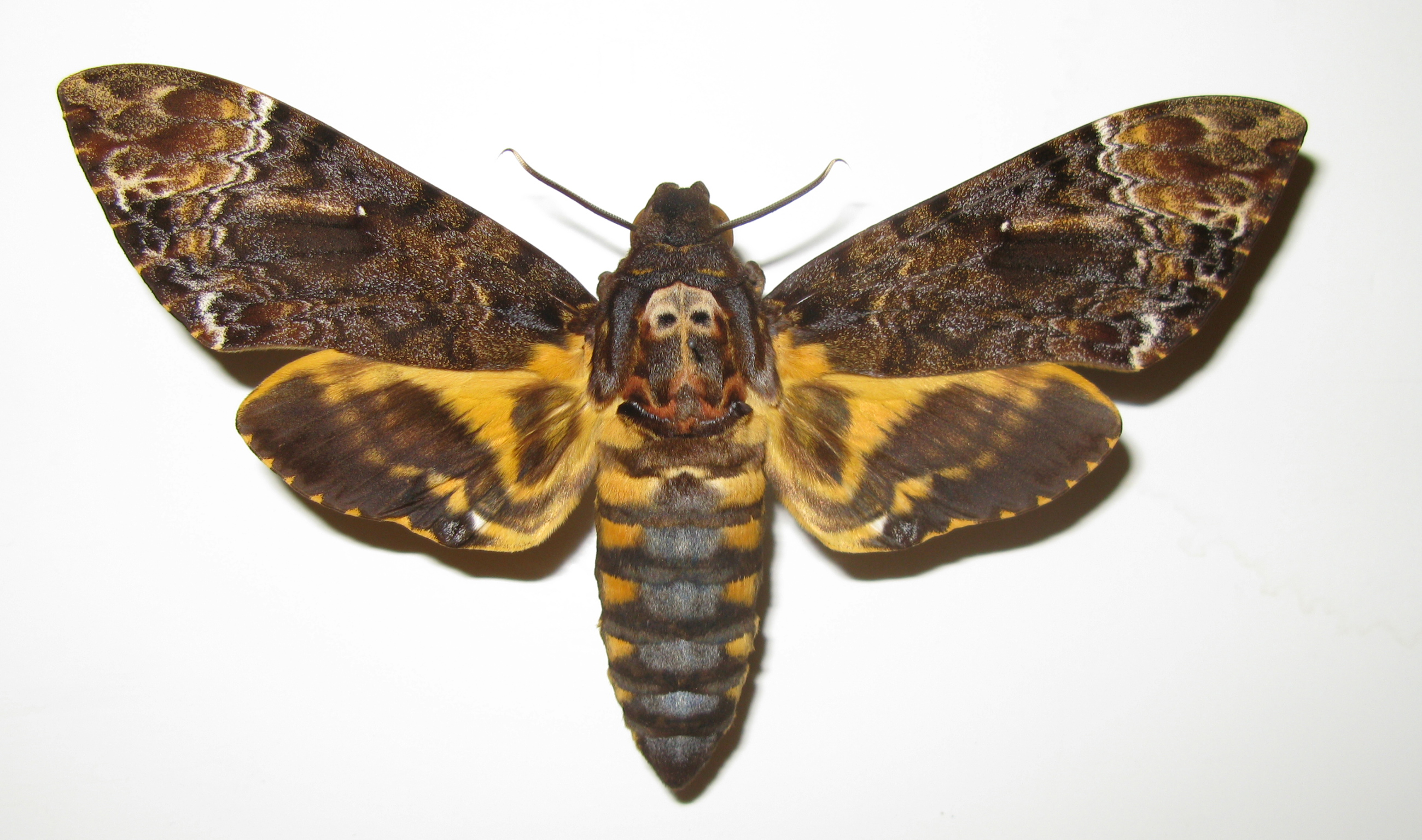
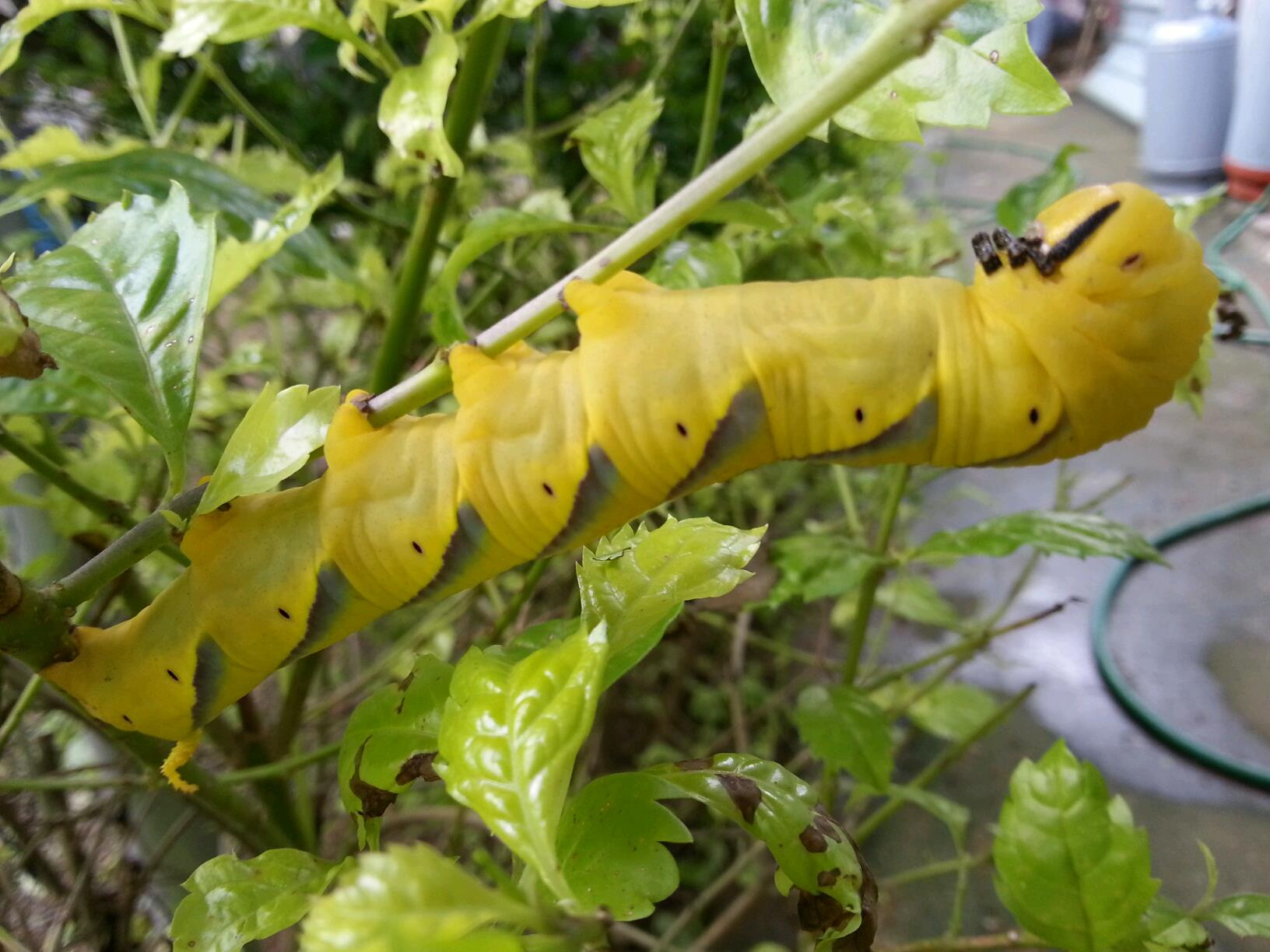